# Cacatua pastinator
Cacatua pastinator là một loài chim trong họ Cacatuidae.